# L'Écuyer du roi
L'Écuyer du roi (The Letter for the King) est une série télévisée d'aventure développée par Will Davies et FilmWave pour Netflix sur la base du roman néerlandais De brief voor de Koning de Tonke Dragt. D'une longueur de six épisodes, la série est sortie le 20 mars 2020.

## Distribution
- Amir Wilson (VF : Hugo Brunswick) : Tiuri
- Gijs Blom (VF : Marc Arnaud) : Prince Viridian
- Ruby Ashbourne Serkis (en) : Lavinia
- Nathanael Saleh (VF : Soren Chouillet) : Piak
- Thaddea Graham (VF : Geneviève Doang) : Iona
- Islam Bouakkaz (VF : Oscar Douieb) : Arman
- Jack Barton (VF : Clément Moreau) : Foldo
- Jonah Lees (VF : Maxime Baudouin) : Jussipo
- Jakob Oftebro : Crown Prince Iridium
- Yorick van Wageningen (VF : Nicolas Marié) : King Favian
- Emilie Cocquerel (VF : Sandra Parra) : Queen Alienor
- Ken Nwosu : Ristridin
- Peter Ferdinando (VF : Guillaume Orsat) : Jaro
- Kemi-Bo Jacobs (VF : Déborah Claude) : Darya
- David Wilmot (VF : Jean-François Vlérick) : Slupor
- Tawfeek Barhom : Jabroot
- Omid Djalili (VF : Paul Borne) : Sir Fantumar
- Andy Serkis : le Bourgmestre, père de Lavinia
- David Wenham (VF : Thierry Ragueneau) : Sir Tiuri le Vaillant

Version Française
Société de doublage : Titrafilms
Source : cartons de doublage des épisodes

## Production
En juillet 2018, il a été annoncé que Netflix avait commandé une série originale basée sur De brief voor de Koning de Tonke Dragt avec Will Davies en tant que showrunner et producteur exécutif. Il s'agit de la première adaptation Netflix d'un livre néerlandais, bien qu'il soit adapté en anglais ; la série est intitulée d'après la traduction anglaise, qui a été publiée en 2014. FilmWave a acquis les droits internationaux dans un accord avec Léopold. Paul Trijbits de FilmWave est producteur exécutif, Chris Clark producteur et Alex Holmes et Felix Thompson réalisateurs.
Le casting a été annoncé en décembre 2018 avec Amir Wilson dans le rôle principal.
Le tournage a eu lieu en Nouvelle-Zélande et à Prague.

## Promotion
Les premières images promotionnelles ont été publiées en janvier 2020, suivies d'un teaser et d'une bande-annonce en février,,.

## Épisodes

### Première saison (2020)
1. Les nuages se rassembleront (Storm Clouds Gather)
2. N'est-elle pas adorable? (Isn't She a Sweetheart?)
3. Le bout du monde (At the End of the World)
4. Les chevaliers du danger (Danger Knights)
5. Spirale (Spiral)
6. La lune de sang (When the Blood Moon Rises)